# Lee Yong
Lee Yong (Seoel, 24 december 1986) is een Zuid-Koreaans voetballer die doorgaans speelt als rechtsback. In maart 2023 verruilde hij Jeonbuk Motors voor Suwon. Lee maakte in 2013 zijn debuut in het Zuid-Koreaans voetbalelftal.

## Clubcarrière
Lee speelde in de jeugd van Ulsan Hyundai en werd in 2010 doorgeschoven naar het eerste elftal van de club. Dat seizoen debuteerde hij ook, toen er op 27 maart met 1–2 gewonnen werd tegen Incheon United en Lee voor het eerst zijn opwachting mocht maken. In 2012 won hij met Ulsan de AFC Champions League, door in de finale Al-Ahli met 3–0 te verslaan. Zijn eerste competitiedoelpunt maakte de verdediger op 16 juli 2013, toen er met 4–0 gewonnen werd van Jeju United. In de jaren 2015 en 2016 was Lee verhuurd aan Sangju Sangmu. Na deze verhuurperiode verkaste hij in december 2016 naar Jeonbuk Motors. In juli 2022 huurde Suwon de verdediger voor een half seizoen. Na deze verhuurperiode maakte Lee definitief de overstap naar Suwon, waar hij voor twee seizoenen tekende.

## Interlandcarrière
Lee debuteerde in het Zuid-Koreaans voetbalelftal op 24 juli 2013. Op die dag werd een Oost-Azië Cupduel tegen China met 0–0 gelijkgespeeld. Lee mocht van bondscoach Hong Myung-bo het gehele duel meespelen. Op 5 mei 2014 werd bekendgemaakt dat Lee onderdeel uitmaakt van de Zuid-Koreaanse selectie voor het WK 2014 in Brazilië. Lee kwam eveneens uit op het WK 2018 in Rusland, waar de selectie onder leiding van bondscoach Shin Tae-yong in de groepsfase werd uitgeschakeld. De ploeg verloor van achtereenvolgens Zweden (0–1) en Mexico (1–2), maar won in het afsluitende groepsduel met 2–0 van titelverdediger Duitsland. Lee speelde mee in alle drie de groepswedstrijden, telkens als basisspeler.
| Interlands van Lee Yong voor Zuid-Korea | Interlands van Lee Yong voor Zuid-Korea | Interlands van Lee Yong voor Zuid-Korea   | Interlands van Lee Yong voor Zuid-Korea | Interlands van Lee Yong voor Zuid-Korea | Interlands van Lee Yong voor Zuid-Korea |
| №                                       | Datum                                   | Wedstrijd                                 | Uitslag                                 | Competitie                              | Goals                                   |
| Als speler bij Ulsan Hyundai            | Als speler bij Ulsan Hyundai            | Als speler bij Ulsan Hyundai              | Als speler bij Ulsan Hyundai            | Als speler bij Ulsan Hyundai            | Als speler bij Ulsan Hyundai            |
| --------------------------------------- | --------------------------------------- | ----------------------------------------- | --------------------------------------- | --------------------------------------- | --------------------------------------- |
| 1                                       | 24 juli 2013                            | Zuid-Korea – China                        | 0 – 0                                   | Oost-Azië Cup 2013                      |                                         |
| 2                                       | 14 augustus 2013                        | Zuid-Korea – Peru                         | 0 – 0                                   | Vriendschappelijk                       |                                         |
| 3                                       | 6 september 2013                        | Zuid-Korea – Haïti                        | 4 – 1                                   | Vriendschappelijk                       |                                         |
| 4                                       | 10 september 2013                       | Zuid-Korea – Kroatië                      | 1 – 2                                   | Vriendschappelijk                       |                                         |
| 5                                       | 12 oktober 2013                         | Zuid-Korea – Mali                         | 3 – 1                                   | Vriendschappelijk                       |                                         |
| 6                                       | 15 oktober 2013                         | Zuid-Korea – Brazilië                     | 0 – 2                                   | Vriendschappelijk                       |                                         |
| 7                                       | 15 november 2013                        | Zuid-Korea – Zwitserland                  | 2 – 1                                   | Vriendschappelijk                       |                                         |
| 8                                       | 26 januari 2014                         | Costa Rica – Zuid-Korea                   | 0 – 1                                   | Vriendschappelijk                       |                                         |
| 9                                       | 1 februari 2014                         | Verenigde Staten – Zuid-Korea             | 2 – 0                                   | Vriendschappelijk                       |                                         |
| 10                                      | 5 maart 2014                            | Griekenland – Zuid-Korea                  | 0 – 2                                   | Vriendschappelijk                       |                                         |
| 11                                      | 28 maart 2014                           | Zuid-Korea – Tunesië                      | 0 – 1                                   | Vriendschappelijk                       |                                         |
| 12                                      | 9 juni 2014                             | Ghana – Zuid-Korea                        | 4 – 0                                   | Vriendschappelijk                       |                                         |
| 13                                      | 17 juni 2014                            | Rusland – Zuid-Korea                      | 1 – 1                                   | WK 2014                                 |                                         |
| 14                                      | 22 juni 2014                            | Zuid-Korea – Algerije                     | 2 – 4                                   | WK 2014                                 |                                         |
| 15                                      | 26 juni 2014                            | Zuid-Korea – België                       | 0 – 1                                   | WK 2014                                 |                                         |
| 16                                      | 8 september 2014                        | Zuid-Korea – Uruguay                      | 0 – 1                                   | Vriendschappelijk                       |                                         |
| 17                                      | 10 oktober 2014                         | Zuid-Korea – Paraguay                     | 2 – 0                                   | Vriendschappelijk                       |                                         |
| 18                                      | 14 oktober 2014                         | Zuid-Korea – Costa Rica                   | 1 – 3                                   | Vriendschappelijk                       |                                         |
| Als speler bij Sangju Sangmu            |                                         |                                           |                                         |                                         |                                         |
| 19                                      | 1 juni 2016                             | Spanje – Zuid-Korea                       | 6 – 1                                   | Vriendschappelijk                       |                                         |
| 20                                      | 5 juni 2016                             | Tsjechië – Zuid-Korea                     | 1 – 2                                   | Vriendschappelijk                       |                                         |
| 21                                      | 6 september 2016                        | Syrië – Zuid-Korea                        | 0 – 0                                   | WK 2018 kwalificatie                    |                                         |
| Als speler bij Jeonbuk Motors           |                                         |                                           |                                         |                                         |                                         |
| 22                                      | 23 maart 2017                           | China – Zuid-Korea                        | 1 – 0                                   | WK 2018 kwalificatie                    |                                         |
| 23                                      | 24 maart 2018                           | Noord-Ierland – Zuid-Korea                | 2 – 1                                   | Vriendschappelijk                       |                                         |
| 24                                      | 27 maart 2018                           | Polen – Zuid-Korea                        | 3 – 2                                   | Vriendschappelijk                       |                                         |
| 25                                      | 28 mei 2018                             | Zuid-Korea – Honduras                     | 2 – 0                                   | Vriendschappelijk                       |                                         |
| 26                                      | 1 juni 2018                             | Zuid-Korea – Bosnië en Herzegovina        | 1 – 3                                   | Vriendschappelijk                       |                                         |
| 27                                      | 7 juni 2018                             | Zuid-Korea – Bolivia                      | 0 – 0                                   | Vriendschappelijk                       |                                         |
| 28                                      | 11 juni 2018                            | Zuid-Korea – Senegal                      | 0 – 2                                   | Vriendschappelijk                       |                                         |
| 29                                      | 18 juni 2018                            | Zweden – Zuid-Korea                       | 1 – 0                                   | WK 2018                                 |                                         |
| 30                                      | 23 juni 2018                            | Zuid-Korea – Mexico                       | 1 – 2                                   | WK 2018                                 |                                         |
| 31                                      | 27 juni 2018                            | Zuid-Korea – Duitsland                    | 2 – 0                                   | WK 2018                                 |                                         |
| 32                                      | 7 september 2018                        | Zuid-Korea – Costa Rica                   | 2 – 0                                   | Vriendschappelijk                       |                                         |
| 33                                      | 11 september 2018                       | Zuid-Korea – Chili                        | 0 – 0                                   | Vriendschappelijk                       |                                         |
| 34                                      | 12 oktober 2018                         | Zuid-Korea – Uruguay                      | 2 – 1                                   | Vriendschappelijk                       |                                         |
| 35                                      | 16 oktober 2018                         | Zuid-Korea – Panama                       | 2 – 2                                   | Vriendschappelijk                       |                                         |
| 36                                      | 17 november 2018                        | Australië – Zuid-Korea                    | 1 – 1                                   | Vriendschappelijk                       |                                         |
| 37                                      | 20 november 2018                        | Oezbekistan – Zuid-Korea                  | 0 – 4                                   | Vriendschappelijk                       |                                         |
| 38                                      | 31 december 2018                        | Saoedi-Arabië – Zuid-Korea                | 0 – 0                                   | Vriendschappelijk                       |                                         |
| 39                                      | 7 januari 2019                          | Zuid-Korea – Filipijnen                   | 1 – 0                                   | AK 2019                                 |                                         |
| 40                                      | 11 januari 2019                         | Kirgizië – Zuid-Korea                     | 0 – 1                                   | AK 2019                                 |                                         |
| 41                                      | 22 januari 2019                         | Zuid-Korea – Bahrein                      | 2 – 1                                   | AK 2019                                 |                                         |
| 42                                      | 25 januari 2019                         | Zuid-Korea – Qatar                        | 0 – 1                                   | AK 2019                                 |                                         |
| 43                                      | 11 juni 2019                            | Zuid-Korea – Iran                         | 1 – 1                                   | Vriendschappelijk                       |                                         |
| 44                                      | 10 september 2019                       | Turkmenistan – Zuid-Korea                 | 0 – 2                                   | WK 2022 kwalificatie                    |                                         |
| 45                                      | 14 november 2019                        | Libanon – Zuid-Korea                      | 0 – 0                                   | WK 2022 kwalificatie                    |                                         |
| 46                                      | 5 juni 2020                             | Zuid-Korea – Turkmenistan                 | 5 – 0                                   | WK 2022 kwalificatie                    |                                         |
| 47                                      | 13 juni 2020                            | Zuid-Korea – Libanon                      | 2 – 1                                   | WK 2022 kwalificatie                    |                                         |
| 48                                      | 2 september 2020                        | Zuid-Korea – Irak                         | 0 – 0                                   | WK 2022 kwalificatie                    |                                         |
| 49                                      | 7 september 2020                        | Zuid-Korea – Libanon                      | 1 – 0                                   | WK 2022 kwalificatie                    |                                         |
| 50                                      | 7 oktober 2020                          | Zuid-Korea – Syrië                        | 2 – 1                                   | WK 2022 kwalificatie                    |                                         |
| 51                                      | 12 oktober 2020                         | Iran – Zuid-Korea                         | 1 – 1                                   | WK 2022 kwalificatie                    |                                         |
| 52                                      | 11 november 2020                        | Zuid-Korea – Verenigde Arabische Emiraten | 1 – 0                                   | WK 2022 kwalificatie                    |                                         |
| 53                                      | 16 november 2020                        | Irak – Zuid-Korea                         | 0 – 3                                   | WK 2022 kwalificatie                    |                                         |
| 54                                      | 21 januari 2022                         | Zuid-Korea – Moldavië                     | 4 – 0                                   | Vriendschappelijk                       |                                         |
| 55                                      | 27 januari 2022                         | Libanon – Zuid-Korea                      | 0 – 1                                   | WK 2022 kwalificatie                    |                                         |
| 56                                      | 2 juni 2022                             | Zuid-Korea – Brazilië                     | 1 – 5                                   | Vriendschappelijk                       |                                         |
| 57                                      | 10 juni 2022                            | Zuid-Korea – Paraguay                     | 2 – 2                                   | Vriendschappelijk                       |                                         |

Bijgewerkt op 25 december 2024.

## Erelijst
| Competitie     |               |                              |               |               |
| Competitie     | Aantal        | Jaren                        |               |               |
| Sangju Sangmu  | Sangju Sangmu | Sangju Sangmu                | Sangju Sangmu | Sangju Sangmu |
| -------------- | ------------- | ---------------------------- | ------------- | ------------- |
| K League 2     | 1             | 2015                         |               |               |
| Jeonbuk Motors |               |                              |               |               |
| K League 1     | 5             | 2017, 2018, 2019, 2020, 2021 |               |               |